# 约翰·默里 (海洋学家)
约翰·默里爵士（英語：Sir John Murray，1841年3月3日—1914年3月16日）是一位加拿大出生的英国海洋学家、海洋生物学家和湖沼學家，被誉为“现代海洋学之父”。